# World of Warcraft: Legion
A World of Warcraft: Legion a World of Warcraft című MMORPG videójáték hatodik kiegészítője. 2015. augusztus 6-án jelentették be, és 2016. augusztus 30-án adták ki.

## Történet
Az előző kiegészítő egyik legfőbb gonosztevője, az alternatív idősíkból érkezett Gul'dan a démonok lakhelyének, az "Örvénylő Éter" (Twisting Nether) dimenziójába kerül, ahol újfent egyezséget köt Kil'jaeden-nel, aki hatalmas erőt ígért neki, cserébe, ha útjára indítja a fő idősíkban lévő, Azeroth elleni újabb démoni inváziót. Gul'dan engedelmeskedik neki, és visszatér erre az Azerothra, pontosabban az eddig elfeledett Broken Isles kontinensre, ahol felkeresi Sargeras sírját (Tomb of Sargeras). Ez az elátkozott hely szolgál nyughelyének az évszázadokkal ezelőtt legyőzött Sargeras avatárjának. A sírhelyet áthatja a gonosz mágia, annak mélyén pedig rengeteg démon őrzi fővezérük megtestesülésének titkait, így ideális kiindulópontja lett a Burning Legion második (az éjelfek (night elf) szemszögéből harmadik) és egyben a valaha volt legnagyobb inváziójának.

## Újdonságok
- Az elérhető maximális szint 100-ról 110-re emelkedik
- Új világok: Broken Isles és Argus
- Új kaszt: Démonvadász
- Új játékmeneti elemek: Az artifact felszerelés és a kasztszékház[3]

## Az új világok: Broken Isles és Argus
A Broken Isles (magyarul "Megtört szigetek") egy, a "Megtörés" (Sundering) után fennmaradt kontinens és a hozzá köthető szigetcsoport, amely az örökké kavargó "Örvényhez" (Maelstorm) közel maradva hosszú ideig elszigetelődött Azeroth többi részétől. A Második háború (Second War) idején került újra kapcsolatba a világgal, amikor az eredeti idősíkból érkezett Gul'dan leghűségesebb követőivel együtt elhajózott ide, hogy megszerezze Sargeras sírjában lévő, isteninek tartott hatalmat, ám nem sokkal azután, hogy démoni mágiája segítségével a környező vizekből kiemelte a "Megtört Partot" (Broken Shore), az őt követő klánokat szétverték Blackhand hadúr ork seregei, ő maga pedig a sírt őrző démonok martalékává vált. Ezt követően a Harmadik háború (Third War) utáni hatalmi harc egyik színhelye lett, amikor is a démoni éjelf Illidan Stormrage sikeresen bejutott és megszerezte Sargeras szemét (Eye of Sargeras), amivel elpusztíthatta az északi sarkkörben, Northrend-ben trónoló Lich Királyt (Lich King). Tervét azonban Maiev Shadowsong és katonái keresztülhúzták, nem tudta aktiválni a világot fenyegető nagy erejű mágikus tárgyat, majd elmenekült. Ezután hosszú időre ismét elfeledték a Megtört szigeteket, mígnem az alternatív Draenor-ról érkezett Gul'dan el nem utazott ide.
Az új kontinens a klasszikus Azeroth térképén fekszik, területei pedig szinte érintetlenül megőrizték több ezer éves állapotukat egészen addig, amíg a Burning Legion újra meg nem jelent. Az új zónák döntő többsége valamilyen formába kötődik az éjelf fajhoz, annak régmúltjának hátramaradt szeleteinek részeként. Semleges fővárosként ismét Dalaran lép elő. A korábbi kiegészítőkkel szemben az itteni zónákban nincs előre meghatározott szintkorlát, csak Suramar eléréséhez szükséges a maximális szint, a többi a karakter szintjére skálázódik, viszont a játékos karakterének gyorsabb és szabadabb mozgását biztosító repülő "hátasok" (flying mount) a legkorábbi kiegészítőhöz hasonlóan most sem tudnak repülni az új zónákba, és csak egy későbbi javítás (patch) teszi elérhetővé azok teljes körű használatát.
Természetesen új fajok is megjelentek, mint például az eddig ismeretlen éjelf-alfaj, az "éjszülött" (nightborne), amely kimagaslóan fejlett mágikus civilizációja ellenére a démonok mellé állt, vagy a primitívnek tűnő, ám valójában okos drogbar-ok illetve egy tucatnyi új démonfaj.
Argus egy későbbi javítás keretében vált elérhetővé, és három különálló zónára lett osztva, amelyeken a repülő hátasok használata nem elérhető. Ez a bolygó Draenor (avagy Outland) után a második idegen planéta a sorozatban, amelyet Azeroth lakói meglátogathatnak. Ez a draenei faj őseinek, a tudásvágytól hajtott, fejlett mágiát használó eredarok szülőbolygója, akiket a Triumvirátus (Triumvirate) elnevezésű csoport vezetett. Ez a vezetőség irányította a viszonylag békés eredar civilizációt mindaddig, amíg három tagja közül kettő, Archimonde és Kil'jaeden hűséget nem fogadott egy titokzatos lénynek. Ez a lény páratlan tudást és hatalmat ígért az eredaroknak, de a harmadik tag, Velen egy látomása után rájött, hogy a lény nem más, mint a Sötét Titán (Dark Titan), Sargeras és az általa létrehozott Légió az élet módszeres kipusztítását tűzte ki célul. Társait ugyan figyelmeztette, de nem tudta őket meggyőzni, ezért maga köré gyűjtötte hasonlóképp vélekedő fajtársait és egy naaru dimenzióhajóval elhagyták szülőbolygójukat. Kil'jaeden nem tudta megbocsájtani Velen "árulását", ezért az egész univerzumon keresztül üldözte a menekült eredarokat. Argus ezek után a Lángoló Légió erődjévé vált, hamarosan az egész bolygót átjárta a fel mágia romlottsága, hatalmas kanyonokat vájva ki a felszínén, néhol darabokat szaggatva ki belőle, így pedig köztes állapotba került, az anyagi világ és az "Örvénylő Éter" (Twisting Nether) beékelődve. Évezredekkel később Velen rávette magát, hogy visszatérjen Argusra, az azerothiak így végre a Légiót a saját világában támadhatták meg, karöltve a Fény seregével (Army of the Light).

## Új kaszt: Démonvadász
A Legion egyik legnagyobb újdonsága egy új játszható kaszt, a démonvadász (demon hunter) bevezetése. Történetük az első kiegészítő, a Burning Crusade végén kezdődik; Illidan -miközben főbázisa, a "Fekete Templom" (Black Temple) a Sha'tar és a kalandozók ostroma alatt áll- az önmaga után elnevezett frakció, az Illidari démonvadászait (köztük magát a játékost is) egy egyirányú démoni portálon keresztül a Burning Legion szülőhelyére, Mardum-ba parancsolja azzal a céllal, hogy szerezzék meg onnan a Sargerite kulcskövet (Sargerite Keystone), amivel a Légió összes többi világa felé is átjárókat lehet majd nyitni. Mardumban az Illidari lassan de biztosan átveszi az uralmat, majd megkaparintsa mesterük által áhított, fel mágiával fertőzött titáni ereklyét, ám amikor azt felhasználva visszatérnek a Fekete Templomba, Maiev már legyőzte Illidant és egy kristálytömbbe zárta őt. A visszatért démonvadászok rögtön nekiesnek a betolakodóknak, de hamar vereséget szenvednek és ugyanúgy végzik, mint az első démonvadász. Illidant és elfogott démonvadászait az "Őrök Pincéjébe" (Vault of the Wardens) zárják el, de évekkel később Gul'dan -a Légió oldalára átállt Cordana Felsong őr (warden) közbenjárásával- démonjaival megtámadja azt, és Maiev-nek nem marad más választása, minthogy elengedje a démonvadászokat, hátha a megvetett "árulók" mégis Azeroth lakóinak segítségére sietnek majd.
A démonvadász a Wrath of the Lich King-ben megjelenő halállovag (death knight) után a második "hőskaszt" (hero class), amely fajának eredeti kezdőzónájától messze és jóval magasabb, 98-as szintről indul. Az új kaszt további egyedi vonása az, hogy a két nagy frakció (a Szövetség (Alliance) és a Horda (Horde) csak egy-egy faja, az elfek (pontosabban a szövetséges éjelfek és a hordás vérelfek (blood elf) választhatják, továbbá hogy pusztán két specializációval rendelkezik. Karakterkészítéskor a démonvadász elfeket teljesen egyedi vonásokkal (szarvakkal, szemfedő szövettel, tetoválásokkal; stb) ruházhatók fel, és ugyancsak teljesen egyedi szinkronhanggal és monológokkal rendelkeznek. A kezdőzóna azonban nem az Őrök Pincéje, hanem Mardum lesz, ahol a játékos elsajátíthatja az új kaszt harcmodorát, és megismerheti az Illidari történetének újabb részleteit is. A démonvadász két specializációja két szerepkört (role) biztosít; a bosszú (vengeance) a sebzésbefogó (tank), míg a pusztítás (havoc) a közelharci sebzésosztó (DPS). Mindkét esetben páratlan mobilitását és kettős fegyverforgatását (dual wield) ötvözi a gyűlölt ellenségtől, a démonoktól szerzett fel illetve tűzmágiával. Páncélzata csak szövet (cloth) és bőr (leather) lehet, és az egyetlen kaszt, amely képes forgatni az új fegyvertípust, a kettős ikerpengével rendelkező harci rövid kardot (warglaive). Olyan emblematikus képességgel rendelkezik, mint a "dupla ugrás" (double jump), az ellenséget a falakon és egyéb tereptárgyakon keresztül való észlelését biztosító "spektrális látás" (spectral sight) vagy az ideiglenesen démonná alakuláshoz vezető "metamorfózis" (metamorphosis).

### Egyéb jelentős kasztváltozások
Megszűnt a kettős specializáció (dual specialization), minden kaszt a harcon kívül átválthat az általa elérhető bármely másik specializációra. A szövetséges gnóm (gnome) faj számára is elérhető a vadász (hunter) kaszt, és a kaszt három DPS specializációja is módosult; a "szörnymesterséggel" (beast mastery) a vadász egyszerre több vadászpetet használhat, a "túlélés" (survival) közelharcossá teszi őt, míg a "lövészetet" (marksmanship) választva elveszít a vadászpetet, cserébe egymaga alapból többet sebez, mint a másik két specializáció. A halállovag 4 különféle rúnatípusa (fagy (frost), halál (death), szentségtelen (unholy), és vér (blood) megszűntek, helyettük egyszerűen csak rúnát használ. A boszorkánymester (warlock) "démonológia" (demonology) specializációja elveszíti a központi képességét, a metamorfózist, és visszatér eredeti, több démon egyidejű irányítását lehetővé tévő formájához.

## Új játékmeneti elemek

### Az új felszerelés minőség: az artifact
A Legion második legnagyobb újdonsága egy új minőségbeli (quality) tárgytípus, az artifact bevezetése. Az artifact olyan kézben hordandó tárgy, amely már a kiegészítő legelejétől, egyedi minikampánnyal megszerezhető, és a játékossal együtt erősödik. Az artifact tárgy valóban egyedi vonása mégis abban nyilvánul meg, hogy a karakter kasztjának specializációjára szabott fejlődési rendszerrel rendelkezik. Ez a fejlődési rendszer a "vonásfa" (trait tree), amely erősen emlékeztet a klasszikus alapjátékban és az első három kiegészítőig fennmaradt "tehetségfára" (talent tree), de fontos különbség benne, hogy ezt nem a játékos szintjével azonos mennyiségű pontot használ fel, hanem u.n. "artifact erőt" (artifact power), amelyet egy új, azonos megnevezésű tárgytípusokból lehet kapni, hogy feloldja az artifact-ban rejlő "vonásokat" (trait). A vonásfán kétféle vonástípus van; a kicsi (minor), amely általában több ranggal (rank) fejleszthető és a fő (major), amely csak egy rangú, cserébe komolyabb játékmechanikai változást eredményezhet. Az artifact-ot közvetlenül is lehet fejleszteni az "artifact relikviák" (artifact relic) segítségével; ezek szintén új tárgyak, és az adott artifact-hoz igazodó típusban (például arkán (arcane), szent (holy), vas (iron); stb) jelennek meg, annak alap kettő foglalatának egyikébe kell beilleszteni. Az artifact relikviák teszik lehetővé az artifact tárgyszintjének (item level) növelését, ezáltal fejlesztve annak támadó- vagy védekezőerejét illetve statisztikai bónuszait, és minél jobb minőségű az artifact relikvia, annál több pontot adnak hozzá az artifact tárgyszintjéhez, továbbá egy rangpontot adnak egy meghatározott kis vagy fő vonásra. Ez utóbbi miatt ezek a speciális tárgyak lehetővé teszik nemcsak a vonások gyorsabb feloldását, de túllépni az adott vonás maximális rangján is.
Az artifact csak fő- (main), kétkezes- (two-handed) és távolsági (ranged) fegyver (weapon), pajzs (shield) vagy mellékkézben (offhand) hordható tárgy lehet, és olyan legendás képviselőik vannak, mint például a Doomhammer ("Végzetpöröly") vagy az Ashbringer ("Hamuhordozó"). További érdekessége, hogy a játékos az általa használt artifact külsejét és színét is kedvére átszabhatja, vagy akár azonos típusú tárgyak külsejére is átalakíthatja. A játékos karaktere minden specializációjához kötődő artifact-ot megszerezhet, viszont hosszú időbe telhet akár egyetlen artifact összes elérhető vonását feloldhassa, főleg hogy minél fejlettebb egy artifact, annál több artifact erő kell a vonások feloldásához. Lehetőség van a feloldott vonások újraindításához is, hogy a játékos újra elossza a pontokat, de ennek ára a következő pontszerzéshez szükséges mennyiségű artifact erő, valamint hogy a korábban felhasznált artifact erőt így nem lehet visszakapni.

### Az új kaszt-specifikus zóna: a kasztszékház
Az új zóna-típus, a kasztszékház (class hall) is szorosan kötődik a játékos karakterének kasztjához. Ez a speciális zóna csak akkor válik elérhetővé, ha a játékos a kasztjára szabott minikampányt befejezi. Ezek a zónák a Warlords of Draenor kiegészítőben megjelent helyőrség (garrison) módosított formái, és számos téren különböznek tőle; mindkét nagy frakció játékosai látogathatják őket (feltéve ha a megfelelő kasztot játsszák), és nem rendelkezik a helyőrséghez hasonló fejleszthető épületekkel, tárgykészítő és -kereskedő jellemzőivel, valamint nincs se aukciós háza, se bankja. Csak itt lehet a korábban megszerzett artifact külső megjelenésén és belső tulajdonságain változtatni. Amikor a játékos befejezi a minikampányt, hozzáláthat a kasztszékház fejlesztéséhez. A fejlesztés a rendfejlettség (order advancement) keretében történik, és rend-nyersanyagba (order resource) kerül, amelyeket a kiegészítőben elérhető egyéb tartalmak (leginkább a kasztszékház kampányok küldetései) során lehet szerezni. A fejlettség módjai ugyan minden kasztnál egyedi megnevezéssel jelennek meg, de többségük azonos célt szolgálnak; megerősíteni az őrséget, növelni a missziók teljesítésének vagy bizonyos tárgyak megszerzésének esélyét; stb. Mivel az adott kasztszékház mindkét ellen oldal számára látogatható, így semleges, menedékstátusú (sanctuary) zóna, ahol a játékosok közötti harc nem működik, a zónák megjelenése pedig hűen tükrözik az adott kaszt háttértörténetét; például a druidáknak (druid) a buja erdejű, a természettel összhangban álló "Álomliget" (Dreamgrove), a paplovagoknak (paladin) a "Fény Reménye Kápolnája" (Light's Hope Chapel) alatt kiépült "Fény Szentélye" (Sanctum of Light) avagy a boszorkánymesternek a Burning Legion-től elfoglalt "Rettegésszikla Hasadék" (Dreadscar Rift) a maguk kasztszékháza.

#### Új NPC típusok
A helyőrségből átemelt másik jellemző a speciális NPC (non-player character, nem játékos karakter) típusok megjelenése. Ez a kettő a sereg (troop) és a bajnok (champion). Közös jellemzőjük, hogy a korábbi követőkhöz (follower) hasonlóan rendelkeznek egy vagy több egyedi képességgel, de csak a játékos kasztjával megegyező kasztúak, és csak a kasztszékházból indítható missziókban vehetnek részt. A sereg természetesen egynél több főből álló NPC-k csapatát takarja, míg a bajnok egy, a videójáték univerzumában valóban jelentős szerepet betöltő karakter. Ez utóbbi típus rendelkezik a legtöbb egyedi képességgel, felszereléssel ellátható és munkára fogható.

## PvE (Player versus Environment)
Az artifact bevezetése miatt minden küldetésből, instából és raidből kikerültek a kézben tartható tárgyak. Cserébe ezekből a forrásokból artifact erőket és relikviákat lehet beszerezni, hogy erősítsék a játékos karaktere által hordott artifact-ot.
A korábbi kiegészítőben megjelent "mitikus" (mythic) nehézségi fokozat továbbfejlődött; ha egy adott instát ezen a nehézségi fokozaton teljesít a játékos, egy kulcsot kap, amely minden további, ugyanazon és ugyanolyan nehézségű instába történő sikeres végigjátszással fejlődik. Ezt a kulcsot az misztikus nehézségi szintű insta bejáratának közvetlen közelében lévő "hatalom forrásába" (font of power) kell illeszteni, amely módosítja a játékos és csapata előtt álló insta kihívásait. A kulcs szintje határozza meg az általa adott, véletlenszerűen párosított módosítókat (például a főellenségek lényegesen több életerőt kapnak, az egyszerű mob-ok halálukkor felerősítik élő társaikat, az egész insta alatt folyamatos sérülést szenved minden játékos karaktere; stb). A lényegesen nehezebb insták sikeres teljesítése viszont magasabb tárgyszintű felszerelésekkel jutalmaz.
Ahogy az új zónák, úgy az ott található insták és raid-ek is főleg az éjelf civilizációhoz kötődnek, de van pár kivétel; például a "Hősiesség Termei" (Halls of Valor), amely az elátkozott titáni őrszem Odyn uralma alatt áll, és minden vrykul harcos a halál után ide akar térni vagy "Neltharion Fészke" (Neltharion's Lair), ahol az elpusztított Deathwing sárkányaspektus élt, mielőtt megőrjítette volna a "Régi Istenek" (Old Gods) suttogásai, most viszont az ő korábbi rabszolgái, a drogbar-ok fővárosa lett.

## PvP (Player versus Player)
Az artifact bevezetése ezt a játékmódot is érintette, sőt, itt nemcsak a kézben hordható tárgyak, hanem minden PvP felszerelés kikerült, a bizsuk (trinket), a bájolások (enchant), a szettbónuszok és a ékkövek (gem) nyújtotta erősítések PvP módban nem működnek, a felszerelés fontossága pedig drasztikusan lecsökkent, mivel minden kaszt minden egyes specializációja külön-külön skálázódva kerül a PvP harcszínterekre.
Cserébe viszont a játékos új "becsületrendszert" (honor system) kap, amellyel csak a PvP módban működő tehetségrendszerhez fér hozzá. A becsületrendszer a PvP játékmód alatt szerzett tapasztalatpontokat használja fel és 50 rangból áll, ám szemben a PvE módban működő tehetségfával, a ranglépés során nem egy egész képességsor oldódik fel, hanem fentről lefelé csak egy képesség, és csak azután lehet egy sorban két képesség közül választani, ha egy oszlopnyi képességet már feloldott a játékos. Ha pedig elérjük a maximális szintet, lehetőség van átlépni a "tekintély" (prestige) rangra; ekkor lenullázódik a PvP tehetségfa, a karakter elveszít minden onnan szerzett képességet cserébe azért, hogy új PvP portréjelvényeket, kozmetikai tárgyakat, hátasokat és egyéb dísz funkciókat érhessen el. A tekintélyrendszer is fejleszthető, hogy minél több jutalmat szerezhessen meg a játékos, köztük például az artifact-jének új külső megjelenést.

## Egyéb fontos változások
- Az alapjáték és a korábbi kiegészítőkhöz viszonyítva rengeteg legendás (legendary) minőségű, többségében kaszt-specifikus páncélzat és ékszer került be a Legion-be, de egy karakter alapból egyszerre csak egy ilyen tárgyat hordhat magán.[25]
- A játékos karakterének szabadon látható tárgyainak külső megjelenésének megváltoztatását biztosító "átalakítás" (transmogrification) rendszer módosult, megjelent a "kinézetek" (appearances) menü;[11] lehetővé vált a játékos által valaha megszerzett minden fegyverzet és páncélzat modelljét memorizálása felhasználói szinten, így nem kell minden karakternek külön-külön őrizgetnie a kívánt tárgyat csak azért, hogy átalakíthassa felszerelésének külső megjelenését, sőt, specializációhoz is szabható, hogy ugyanazon tárgy más-más külsőt vegyen fel, amikor a karakter átvált egyik specializációról a másikra.